# Ophiomyia heracleivora
Ophiomyia heracleivora är en tvåvingeart som beskrevs av Spencer 1957. Ophiomyia heracleivora ingår i släktet Ophiomyia och familjen minerarflugor. Inga underarter finns listade i Catalogue of Life.